# Суковкин, Акинфий Петрович
 Акинфий (Акинф) Петрович Суковкин  (1811 — 13 (25) декабря 1860) — тайный советник, статс-секретарь, чиновник военно-походной канцелярии императора, управляющий делами Комитета министров.

## Биография
Происходил из потомственных дворян Курской губернии.
Был выпущен из благородного пансиона при Царскосельском лицее с золотой медалью и 2 июля 1829 года определён на службу в департамент полиции с утверждением в чине 10-го класса.
23 февраля 1833 года переведён в департамент военных поселений помощником начальника 2-го отделения экономической части. 1 мая 1834 года уволен с этой должности. 14 июня 1834 года определён в военную походную Его Императорского Величества канцелярию.
7 марта 1835 года получил чин коллежского асессора. С 1 апреля по 10 августа 1839 года находился при военном министре во время обзора им Закавказского края. 18 ноября 1842 года назначен чиновником особых поручении VI класса при военном министре, с оставлением производителем дел военной походной канцелярии.
11 апреля 1843 года получил чин статского советника. 16 октября того же года назначен правителем дел комитета, учрежденного для изыскания средств к уменьшению переписи по военному ведомству. 21 апреля 1847 года произведён в действительные статские советники.
29 октября 1849 года назначен председателем временных провиантских комиссии в Рыбинске и Казани на время торгов по заготовлению провианта. 18 ноября 1848 года назначен помощником статс-секретаря при председателе Государственного совета, с оставлением в прежних должностях.
С 18 мая по 16 июня 1852 года управлял канцелярией Военного министерства. 1 января 1853 года переведён управляющим делами Комитета министров и назначен статс-секретарём Е.И.В.; 17 мая 1855 года произведён в тайные советники.
Умер 13 (25) декабря 1860 года. Похоронен на Волковское православном кладбище в Санкт-Петербурге.

## Награды
- Орден Святого Владимира 4-й степени[2] (1836)
- Орден Святого Станислава 2-й степени (1837)
- Орден Святой Анны 2-й степени (1839)
- Бриллиантовый перстень (1839)
- Орден Святого Владимира 3-й степени (1842)
- Табакерка с вензелевым изображением имени Е.И.В. (1848)
- Орден Святого Станислава 1-й степени (1849)
- Орден Святой Анны 1-й степени (1850)
- Орден Святого Владимира 2-й степени (1854)
- Орден Белого орла (1856)
- Бриллиантовая табакерка с портретом Государя Императора (1856)
- Орден Святого Александра Невского (1859)

Иностранные
- Бриллиантовый перстень от короля Прусского (1835)
- Австрийский орден Железной короны 3-й степени (1838)
- Персидский орден Льва и Солнца 2-й степени с бриллиантами (1838)
- Прусский орден Красного орла 3-й степени (1841)
- Золотая табакерка от короля Прусского с вензелем Е.В. (1843)
- Сардинский орден Святых Маврикия и Лазаря 3-й степени (1845)
- Сицилийский орден Франциска I 2-й степени (1845)
- Австрийский орден Железной короны 1-й степени (1851)
- Прусский орден Красного орла 2-й степени со звездой (1851)

## Семья
Первым браком был женат на старшей дочери Пётра Григорьевича Буткова Екатерине (1814—1843).
В дальнейшем имел детей: 
- Пётр (1852—1872)
- Мария (1856—1941), в замужестве Коновницына (Григорий Иванович Коновницын — сын И. П. Коновницына), начальница[уточнить] Санкт-Петербургского Александровского института благородных девиц, Киевского, а потом Смольнинского института[3]
- Михаил (1857—1938) — председатель Киевской губернской земской управы, камергер.